# 血管运动性鼻炎
血管运动性鼻炎（vasomotor rhinitis，VMR）又称特发性鼻炎（idiopathic rhinitis，IR），是一种非感染性非变应性鼻炎，由非特异性的刺激所诱发，且无特异性变应原参加，以神经递质介导为主的鼻黏膜神经源性炎症。其诱发的刺激可来自体外(物理、化学)，或来自体内(内分泌、神经)，在机体内不存在抗原机抗体反应。
血管运动性鼻炎有很多的症状跟一般的鼻炎相同，比如慢性的流鼻涕，伴有间断性喷嚏、鼻溢、鼻黏膜组织充血，血管运动性鼻炎与鼻窦炎以及其他应激性反应是有区别的。

## 病因
血管运动性鼻炎属于一种非过敏性鼻炎，因为它有很多症状跟过敏鼻炎相同，但是病因却不同。过敏性鼻炎是免疫系统过度的对外界刺激（如花粉）做出反应而引起的，但是血管运动性鼻炎相信是鼻部粘膜组织包含过度敏感的或者过多的血管组织而引起的。这些血管（被植物神经系统控制）收缩和扩张来调节粘液的流量和粘膜的充血。但是对于血管运动性鼻炎患者，过度敏感或过多的血管组织会对外界的刺激（如温度、气压、化学刺激，如烟雾、心理压力、情感波动，一些药物治疗，甚至是辛辣的食物）产生过度反应。所以，普通人在非常冷的环境里才会流鼻涕，但是一个血管运动性鼻炎患者在进入一个稍微冷（或者稍微热）的环境时，就会开始流鼻涕（或者鼻子就乾了）。普通人也许对一定程度的二手烟没什么反应，但是血管运动性鼻炎患者对同样的二手烟会非常不舒服。血管运动性鼻炎的很多病理病因都不清楚，很多的研究还有待进行。
很多病人同时是血管运动性鼻炎和过敏性鼻炎病患。

## 症状
反复的鼻子炎症，鼻黏膜肿胀或者鼻溢（非常多的水状鼻涕）一般都预示着血管运动性鼻炎。鼻部组织肿胀会导致头疼，一些人从冷空调房间进入热的环境中会开始喷嚏。

## 治疗
血管运动性鼻炎不能治愈，但是可以有效控制。避免刺激是简单有效的方法（当然气候变化是无法控制的）。预防性疗法也是推荐的，它可以在病患暴露于刺激前保护病人。
有不少药物都对血管运动性鼻炎有明显的疗效。总的来说，可行的方案都跟治疗过敏性鼻炎差不多。
在鼻部喷雾中使用异丙托溴铵，会有助益，特别是有明显的鼻咽鼓管炎时。
鼻部的皮质类固醇喷雾也可作为处方，但是经常使用才能见效果。这控制了鼻部组织的炎症。
口服减充血剂，比如假麻黄硷类的药片，会有帮助，但是有副作用，比如神经过敏，失眠，高血压等。(假麻黄硷是一种拟交感神经的药物，就是说它产生了类似兴奋－抑制化学物质的作用，如肾上腺素）。减少剂量也许能缓解副作用同时保持疗效。
减充血剂喷雾（与药片相反）要尽量避免使用。虽然它可以提高短期的疗效，但是过量使用会有反作用——鼻子血管组织会变得更加过敏性。过渡使用或者对减充血剂喷雾上瘾实际上是一种血管运动性鼻炎的病因。
抗组胺药是治疗过敏性鼻炎的，虽然相对安全，但是没什么疗效。有意思的是，氮䓬斯汀(azelastine)，美国市场上唯一一种抗组胺喷剂，显示了一些对非过敏性或血管运动性鼻炎的疗效。
很多患者表示，用鼻部盐水喷雾剂清洗会缓解过敏症状，这是因为鼻部盐水喷雾剂会稀释刺激并减轻相应的影响。（把一茶匙非碘盐放入500毫升蒸馏水中搅拌，凉了以后放入鼻部喷雾器）
如果盐水喷雾不能缓解病情，清洗也行有效。清洗通常是用溶液清洗鼻管，鼻窦。清洗对严重的非过敏性鼻炎很有作用，这些病患通常分泌粘稠的粘液很难排出体外。
对于某些病患，清洗是唯一有效的方法来清理鼻管，并且对鼻窦也有好处。清洗会很迅速的变成首选的治疗方法，效果显著，对于那些严重的病患，也许就成了每天的功课。请注意，不能清洗的太频繁，要视症状的轻重来调整频率。
视病情轻重，可以在清洗的同时，辅以假麻黄硷和（或）皮质类固醇喷雾。
与其他治疗不同的是，清洗一般没什么副作用，比如干燥的喉咙和嘴，延迟的副作用，神经过敏，心悸。最理想的方案是pH值平衡的。这包含氯化钠（食盐），碳酸氢钠（小苏打）和水。对于多少病患，每次量取很小量的盐并不可行，特别是每天还要用盐清洗很多次的时候，除非万不得已。因此，很多商业的套装包含了一个压缩瓶，可以把液体直接送入一个鼻孔中（同时要按住另外一个鼻孔）。一般情况下，每次清洗需要8盎司的水。
一般情况下，使用等渗的（平衡的）方案。但是，有时候，使用高渗（高盐含量）的方案。临床上，高渗方案更有助于消除炎症，排出粘液，但是目前并没有相关的理论论证。
清洗对缓解由于鼻窦堵塞而引起的听力障碍很有效果，这种听力障碍是因为鼻窦内的粘液在内耳产生了压力差，并且，粘液堵塞了喉咙后面的连接至中耳的咽鼓管，就产生了，病人说话会产生回音的现象（自声强听）。这种障碍会产生一种奇怪的说话声音，而且很烦人，到了这个时候，患者经常是避免说话，直到情况好转。
清洗是一种对那些在鼻窦或鼻部手术后几个星期或几个月内有效的方法，不管患者具体得了什么病。清洗帮助清除血块，减少了感染的几率，并且帮助恢复正常的呼吸。清洗过程中，需要蒸馏水。当患者痊愈了以后，用饮用水就可以了。如果使用温水，那么会感觉更好，所以应尽量使用。